# گرت گریوز
گرت نیل گریوز (زاده ۳۱ ژانویه ۱۹۷۲) یک سیاستمدار آمریکایی است که از سال ۲۰۱۵ به عنوان نماینده ایالات متحده از ناحیه ششم کنگره لوئیزیانا خدمت می‌کند. او یکی از اعضای حزب جمهوری‌خواه است.
گرت گریوز در ۳۱ ژانویه ۱۹۷۲ در باتون روژ، لوئیزیانا، در خانواده جان و سینتیا (نام خواهر اسلیمن) گریوز به دنیا آمد. او یک کاتولیک لبنانی‌تبار است. گریوز در سال ۱۹۹۰ از دبیرستان کاتولیک (باتون روژ، لوئیزیانا) فارغ‌التحصیل شد. سپس در دانشگاه آلاباما، فناوری لوئیزیانا و دانشگاه آمریکایی تحصیل کرد.